# 이준환 (쇼트트랙 선수)
이준환(李濬煥, 1977년 8월 13일~)은 대한민국의 전 쇼트트랙 선수이다.
1998년 동계 올림픽 5000m 계주 종목에 출전한 바 있다. 당시 10바퀴 남은 시점에서 추월을 시도하던 이호응과 중국 선수의 충돌로 인해 이호응이 넘어졌고 재빨리 교대해 마지막 주자 채지훈이 역주를 했지만 캐나다와 0.7초 차이로 석패해 은메달을 획득했다.